# 曲奇

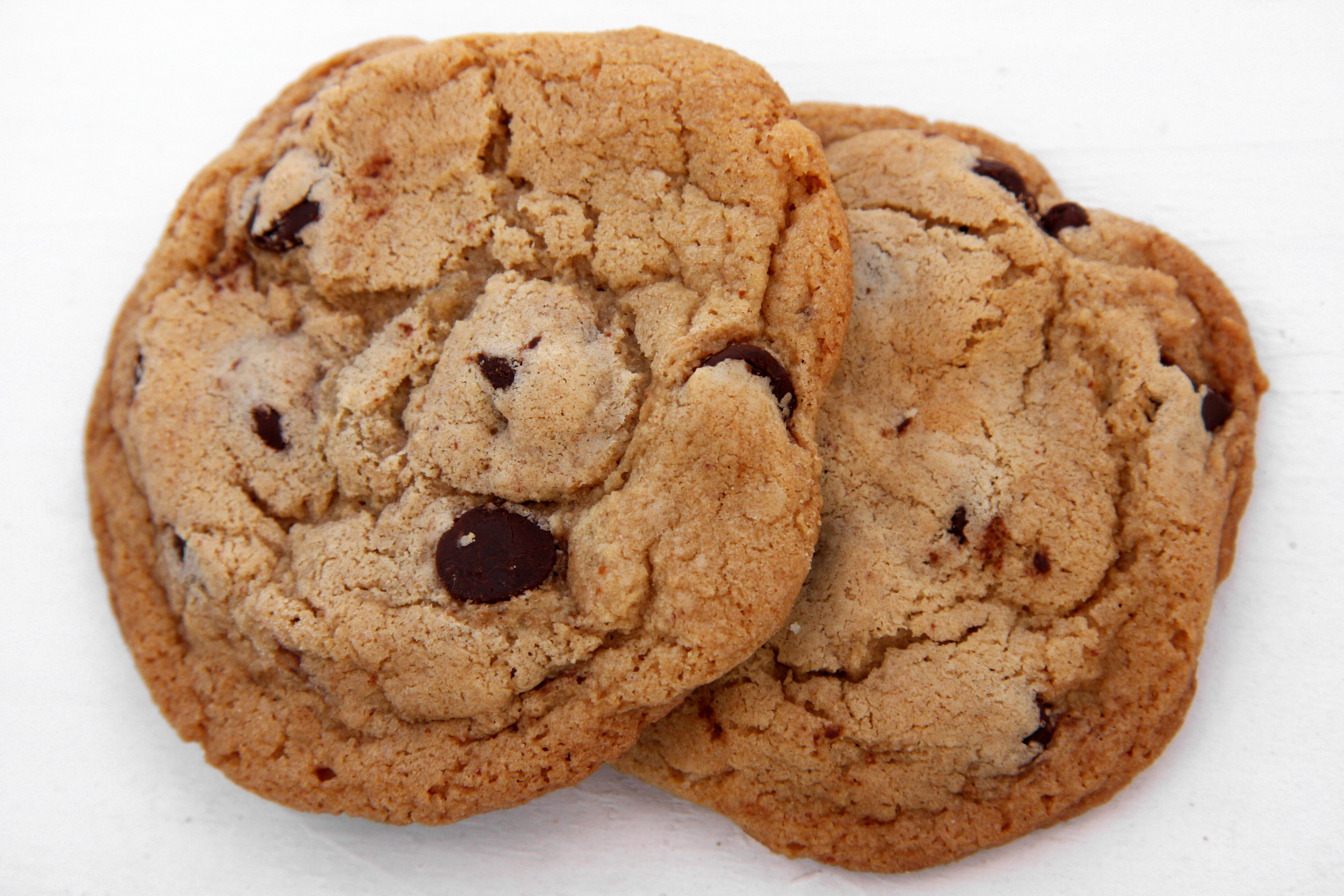
巧克力豆餅乾

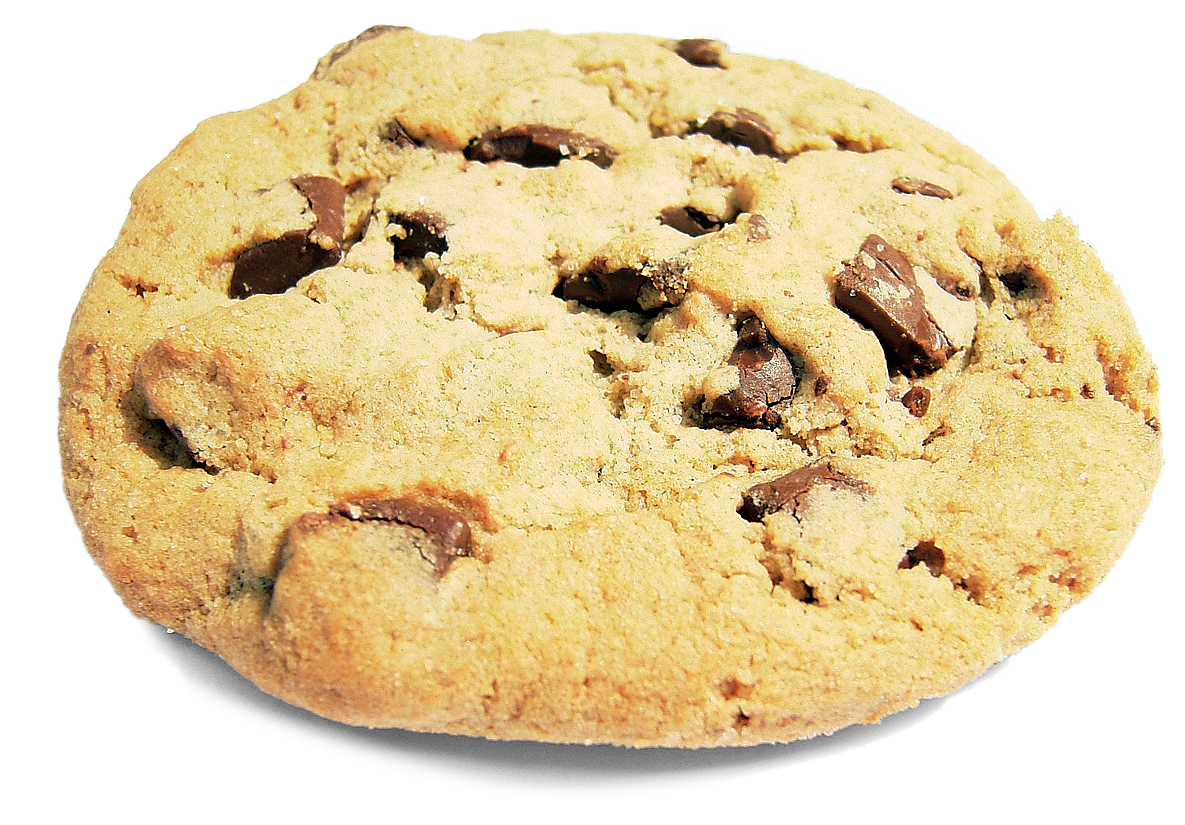
巧克力豆曲奇

，是一種小而扁平的烘焙食品，通常含有麵粉、糖和油，也可能加入其他材料，如葡萄乾、燕麥、巧克力豆、堅果和果醬等。
在美國與加拿大解為細小而扁平的蛋糕式的面饼。它的名字是由荷蘭語的  而來，意為「細小的蛋糕」。在英式英語中主要用作分辨美式餅乾如「朱古力餅乾」。早期製造餅乾是由數片細小的蛋榚組合而成。據考證，曲奇源自波斯（今伊朗）。
曲奇通常來自工廠大規模自動化生產，或由小麵包店批量手工生產或家庭少量自製。
工廠製造的曲奇可以在量販店、便利商店或自動販賣機找到。在麵包店和咖啡廳也可以找到新鮮出爐的曲奇。
曲奇通常會烘烤至酥脆或烤的剛好使其鬆軟易嚼，有些曲奇甚至沒有烘烤過。曲奇有很多不同風格，如綠茶味、牛奶味、巧克力味、牛油味、花生酱味、核桃味或乾水果味等等。

## 製法
曲奇的製造方法大致可以總結為以下的理論。儘管不同的曲奇各有特色，它們的煮法卻大同小異，皆是以大量的水作凝聚力量。這些水份用來使底餅變得儘可能薄（在這種情況下稱為“餅糊”），並能容許泡泡出現。而且在之後會加入大量的牛油和雞蛋，因其含有大量的油，這使得曲奇能在烤爐烤熟。
最常見的餅乾製法為油糖拌合法：將室溫軟化的奶油攪打至無硬塊後，加入糖攪拌打發至奶油顏色變淡略呈白色後，可加入液體材料，之後便可加入過篩後的粉類及配料，拌合成為麵糰後將其塑型便可入爐烘烤。

## 種類
曲奇的種類有以下數種：
- 塊狀曲奇（bar cookies），是將麵糊倒進平底的烤盤內烘烤，烘烤完成後再切割成塊狀，布朗尼便屬於此類
- 擠花曲奇（piped cookies），是將麵糊裝進擠花袋，藉由不同的花嘴便可擠出各種不同紋路跟形狀的餅乾
- 揉製曲奇（molded cookies），用手將麵糰搓製成各種形狀再去烘烤
- 夾心曲奇（sandwich cookies），兩塊餅乾中夾進甜的餡料，餡料可以是奶油、果醬、花生醬或巧克力等等，Oreo餅乾便屬於此類
- 滴曲奇（drop cookies），由於麵糊較具有黏性，需用兩支湯匙，一支湯匙舀起麵糊，另一支湯匙將麵糊從湯匙上推落至烤盤，巧克力豆餅乾便屬此類
- 擀曲奇（rolled cookies），是將拌好的麵糰用桿麵棍擀平，再用餅模（切壓餅乾的模型）切壓出各種形狀，薑餅便屬於此類
- 冰箱曲奇（refrigerator cookies），是將較硬的麵糰整形放入冰箱冰至足夠硬之後取出切割成薄片烘烤
- 填餡曲奇（filled cookies），將不同的餡料裹進麵糰中烘烤
- 曲奇牛奶杯（Milk&Cookie Shot）

## 外部連結
- 蘇格蘭語字典內關於曲奇的定義
- 曲奇的由來